# Plösitz
Plösitz ist ein Gemeindeteil der sächsischen Stadt Taucha im Landkreis Nordsachsen.

## Geografie

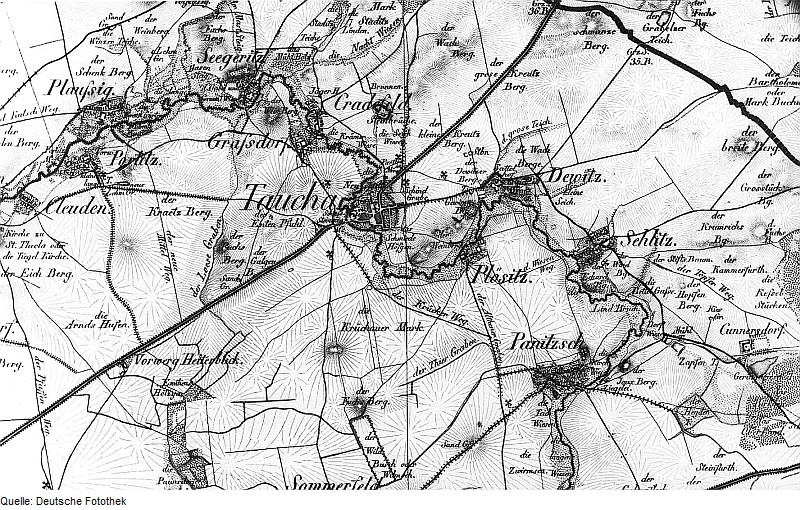
Plösitz auf einem Kartenausschnitt von Hermann Oberreit (1836/39)

Plösitz liegt etwa 1,5 Kilometer südöstlich des Stadtzentrums von Taucha. Nördlich der Ortslage verläuft die nach Westen fließende Parthe.
Nachbarorte von Plösitz sind Dewitz im Nordosten, Sehlis im Osten, Panitzsch im Südosten, Sommerfeld im Südwesten sowie Taucha im Westen und Nordwesten.

## Geschichte

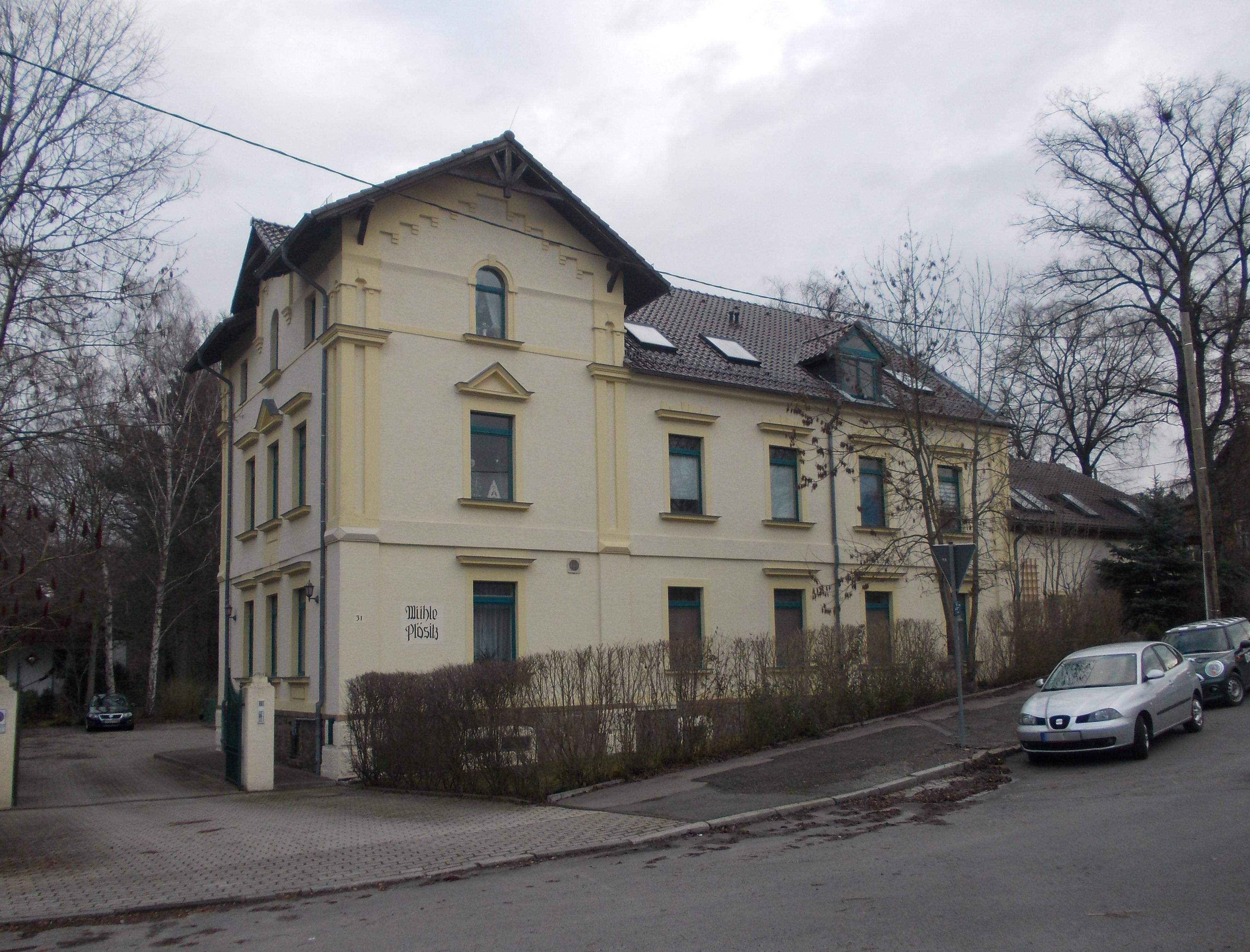
Mühle Plösitz

Die erste belegte Ortsnamenform datiert von 1378 als Blosicz. August Schumann nennt 1821 im Staats-, Post- und Zeitungslexikon von Sachsen Plösitz betreffend u. a.: 

„Es gehört dem Rathe zu Leipzig schriftsässig, hat 11 Häuser, 60 Einwohner, unter denen 9 Bauern und ein Mühlengut, sind. Der Ort ist nach Taucha gepfarrt und hat 19 Magazin-Hufen.“

Albert Schiffner ergänzt bzw. korrigiert 1833 u. a.: 

„Es gehört amtssässig zum Rg. Taucha, u. hat g. 80 Einw.“

Plösitz lag bis 1856 im kursächsischen bzw. königlich-sächsischen Kreisamt Leipzig. Ab 1856 gehörte der Ort zum Gerichtsamt Taucha und ab 1875 zur Amtshauptmannschaft Leipzig. Am 1. April 1937 wurde Plösitz nach Taucha eingemeindet.

## Entwicklung der Einwohnerzahl
| Jahr | Einwohnerzahl                                    |
| ---- | ------------------------------------------------ |
| 1551 | 8 besessene Mann, 12 Inwohner                    |
| 1764 | 9 besessene Mann, 1 Gärtner, 1 Häusler, 19 Hufen |
| 1834 | 77                                               |
| 1871 | 77                                               |

| Jahr | Einwohnerzahl |
| ---- | ------------- |
| 1890 | 100           |
| 1910 | 142           |
| 1925 | 175           |